# Kreuzkirche am Ölrain

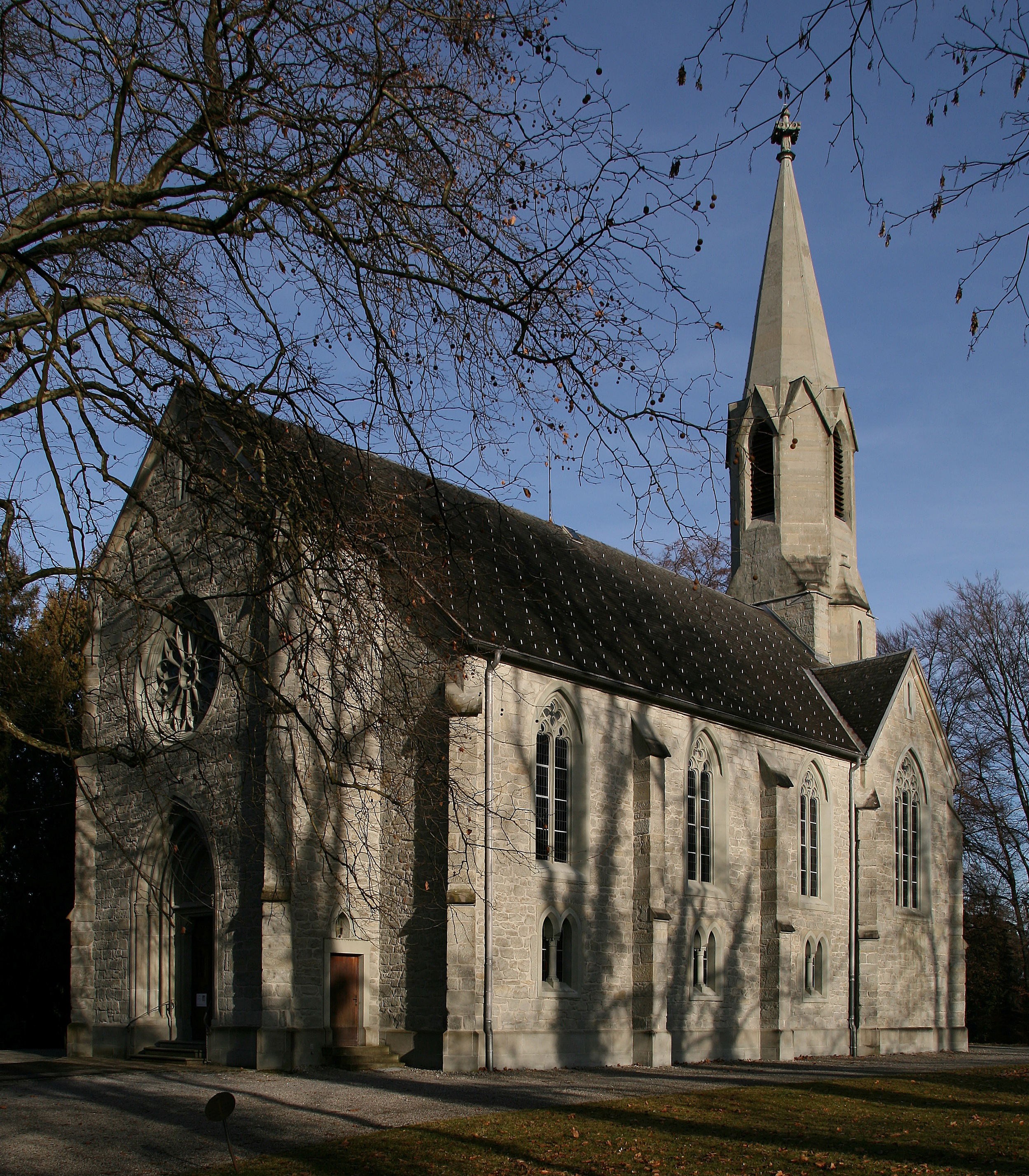
Kreuzkirche am Ölrain

Die Kreuzkirche am Ölrain ist eine evangelisch-reformierte Kirche der Stadt Bregenz und liegt auf dem Areal einer ehemaligen Römersiedlung.
Das Kirchengebäude wurde von 1862 bis 1864 nach Plänen des Architekten Christian Friedrich von Leins aus Stuttgart im neugotischen Stil erbaut. 1904 war das Gotteshaus außerdem die erste elektrisch beleuchtete und beheizte Kirche der k.u.k. Monarchie.
Das Langhaus – mit einem eingebundenen Querschiff unter einem Satteldach und einem Chorturm – wird im Norden von einem Friedhof umgeben. Das Saalraum hat einen offenen Holzdachstuhl und eine Holzempore. Im Chor rechts befindet sich ein Kriegerdenkmal zum Ersten Weltkrieg mit einem Kruzifix aus Stein von Albert Bechtold aus dem Jahre 1923.
Die Orgel aus dem Jahre 1981 stammt von der Firma Rieger Orgelbau und verfügt über 18 Register auf zwei Manualen und Pedal.